# Надькин, Дмитрий Тимофеевич
Дмитрий Тимофеевич Надькин (28 мая 1934, Иванцево, Нижегородская область — 15 июля 1992, Хельсинки, Финляндия) — эрзянский лингвист и педагог, профессор, доктор филологических наук, поэт.
Родился в крестьянской семье в 1934 году. В 1952 году окончил Лукояновское педагогическое училище, в 1957 году, с отличием, — историко-филологический факультет Горьковского университета, в 1967 году — аспирантуру НИИЛЯИЭ (Научно-исследовательский институт языка, литературы, истории и экономики, сейчас НИИ гуманитарных наук при Правительстве Республики Мордовия). Занимался преподаванием русского языка в Горьковской области и Дагестане, занимал должность научного сотрудника сектора мордовского языкознания НИИЛЯИЭ в 1967—1972 годах. С 1972 по 1992 годы — заведующий кафедрой мордовского языкознания в Мордовском государственном педагогическом институте имени М. Е. Евсевьева.
В 1984 году учёному было присвоено звание профессора, в том же году он становится заслуженным деятелем науки МАССР. Надькин скончался 15 июля 1992 года в Хельсинки и был похоронен в Саранске. В 1995 году его посмертно наградили государственной премией Республики Мордовии.

## Деятельность
Авторству учёного принадлежат около 60 научных работ и учебных пособий по мокшанскому и эрзянскому языкам, посвящённых, в частности, вопросам диалектологии, морфологии, орфографии и орфоэпии. В художественное наследие Надькина входят несколько опубликованных стихотворных сборников: «Кустемат» («Ступени», 1977), «Чачомаэле» («Истоки», 1983) «Эрямонь лув» («Живая ткань», 1987) и изданный посмертно в 1993 году сборник публицистики и поэзии «Пинкст» («Круги»), также он переводил на эрзянский язык библейские тексты. Надькин был одним из организаторов и, с 1989 по 1992 годы, председателем общества национального возрождения «Масторава».